# Championnats du monde de marathon (canoë-kayak) 2013
Navigation
Édition précédente Édition suivante
Les championnats du monde de marathon en canoë-kayak 2013, vingt-et-unième édition des championnats du monde de marathon en canoë-kayak, ont lieu du 20 au 22 septembre 2013 à Copenhague, au Danemark.

## Podiums

### Sénior

#### K1
| Rang               | Athlète       | Pays           | Temps           |
| ------------------ | ------------- | -------------- | --------------- |
| Médaille d'or      | Hank Mcgregor | Afrique du Sud | 2 h 10 min 34 s |
| Médaille d'argent  | Iván Alonso   | Espagne        | 2 h 10 min 39 s |
| Médaille de bronze | Cyrille Carré | France         | 2 h 10 min 42 s |

| Rang               | Athlète         | Pays               | Temps           |
| ------------------ | --------------- | ------------------ | --------------- |
| Médaille d'or      | Renáta Csay     | Hongrie            | 2 h 01 min 26 s |
| Médaille d'argent  | Anna Koåã Kovã  | République tchèque | 2 h 02 min 34 s |
| Médaille de bronze | Stefania Cicali | Italie             | 2 h 04 min 44 s |

#### K2
| Rang               | Athlète                        | Pays    | Temps           |
| ------------------ | ------------------------------ | ------- | --------------- |
| Médaille d'or      | Iván Alonso Emilio Merchán     | Espagne | 2 h 00 min 59 s |
| Médaille d'argent  | Walter Bouzan Álvaro Fernández | Espagne | 2 h 01 min 13 s |
| Médaille de bronze | Bálint Noé Milan Noé           | Hongrie | 2 h 02 min 54 s |

| Rang               | Athlète                                  | Pays               | Temps           |
| ------------------ | ---------------------------------------- | ------------------ | --------------- |
| Médaille d'or      | Henriette Engel Hansen Jeanette Loevborg | Danemark           | 1 h 53 min 49 s |
| Médaille d'argent  | Renáta Csay Alexandra Bara               | Hongrie            | 1 h 54 min 22 s |
| Médaille de bronze | Anna Koåã Kovã Lenka Hrochova            | République tchèque | 1 h 54 min 33 s |

#### C1
| Rang               | Athlète          | Pays    | Temps           |
| ------------------ | ---------------- | ------- | --------------- |
| Médaille d'or      | Marton Köver     | Hongrie | 2 h 03 min 22 s |
| Médaille d'argent  | Manuel A. Campos | Espagne | 2 h 03 min 51 s |
| Médaille de bronze | Tamás Kiss       | Hongrie | 2 h 06 min 35 s |

#### C2
| Rang               | Athlète                       | Pays    | Temps           |
| ------------------ | ----------------------------- | ------- | --------------- |
| Médaille d'or      | Oscar Grana Ramon Ferro       | Espagne | 1 h 55 min 35 s |
| Médaille d'argent  | Manuel A. Campos Diego Romero | Espagne | 1 h 55 min 36 s |
| Médaille de bronze | Marton Köver Attila Gyore     | Hongrie | 1 h 55 min 58 s |

### Moins de 23 ans

#### K1
| Rang               | Athlète              | Pays           | Temps           |
| ------------------ | -------------------- | -------------- | --------------- |
| Médaille d'or      | Andrew Birkett       | Afrique du Sud | 1 h 49 min 49 s |
| Médaille d'argent  | Brandon van der Walt | Afrique du Sud | 1 h 49 min 50 s |
| Médaille de bronze | Mathias Hamar        | Norvège        | 1 h 50 min 03 s |

| Rang               | Athlète        | Pays             | Temps           |
| ------------------ | -------------- | ---------------- | --------------- |
| Médaille d'or      | Teneale Hatton | Nouvelle-Zélande | 1 h 42 min 36 s |
| Médaille d'argent  | Raquel Carbajo | Espagne          | 1 h 42 min 38 s |
| Médaille de bronze | Agnes Brun-Lie | Norvège          | 1 h 43 min 10 s |

#### C1
| Rang               | Athlète         | Pays     | Temps           |
| ------------------ | --------------- | -------- | --------------- |
| Médaille d'or      | Samuel Amorim   | Portugal | 1 h 41 min 39 s |
| Médaille d'argent  | Pierrick Martin | France   | 1 h 41 min 46 s |
| Médaille de bronze | Rui Lacerda     | Portugal | 1 h 41 min 48 s |

### Junior

#### K1
| Rang               | Athlète         | Pays     | Temps           |
| ------------------ | --------------- | -------- | --------------- |
| Médaille d'or      | Adám Petró      | Hongrie  | 1 h 34 min 04 s |
| Médaille d'argent  | Artuur Peters   | Belgique | 1 h 34 min 06 s |
| Médaille de bronze | Matyas Koleszar | Hongrie  | 1 h 34 min 07 s |

| Rang               | Athlète             | Pays           | Temps           |
| ------------------ | ------------------- | -------------- | --------------- |
| Médaille d'or      | Tamara Takacs       | Hongrie        | 1 h 22 min 25 s |
| Médaille d'argent  | Kirsten Flanagan    | Afrique du Sud | 1 h 22 min 56 s |
| Médaille de bronze | Zsãfia Czãllaivãrãs | Hongrie        | 1 h 23 min 51 s |

#### K2
| Rang               | Athlète                           | Pays     | Temps           |
| ------------------ | --------------------------------- | -------- | --------------- |
| Médaille d'or      | Casper Pretzmann Morten Graversen | Danemark | 1 h 28 min 57 s |
| Médaille d'argent  | Andrãs Gere Erná Berezvay         | Hongrie  | 1 h 29 min 12 s |
| Médaille de bronze | Altair Chinchilla Albert Marti    | Espagne  | 1 h 29 min 14 s |

| Rang               | Athlète                              | Pays        | Temps           |
| ------------------ | ------------------------------------ | ----------- | --------------- |
| Médaille d'or      | Tamara Takãcs Zsãfia Czãllaivãrãs    | Hongrie     | 1 h 17 min 43 s |
| Médaille d'argent  | Samantha Rees-Clark Amy Ward         | Royaume-Uni | 1 h 19 min 23 s |
| Médaille de bronze | Emilie Ahmt Petersen Rikke Jørgensen | Danemark    | 1 h 20 min 13 s |

#### C1
| Rang               | Athlète        | Pays    | Temps           |
| ------------------ | -------------- | ------- | --------------- |
| Médaille d'or      | Kristof Khaut  | Hongrie | 1 h 25 min 57 s |
| Médaille d'argent  | Patryk Gluza   | Pologne | 1 h 25 min 58 s |
| Médaille de bronze | Carlo Tacchini | Italie  | 1 h 26 min 10 s |

#### C2
| Rang               | Athlète                     | Pays               | Temps           |
| ------------------ | --------------------------- | ------------------ | --------------- |
| Médaille d'or      | Richard Schmidt Jõzsef Durã | Hongrie            | 1 h 20 min 40 s |
| Médaille d'argent  | Levente Balla Vajk Svajda   | Hongrie            | 1 h 21 min 40 s |
| Médaille de bronze | Lukas Hajek Simon Hajek     | République tchèque | 1 h 21 min 56 s |

## Tableau des médailles
| Rang  | Nation             | Or | Argent | Bronze | Total |
| ----- | ------------------ | -- | ------ | ------ | ----- |
| 1     | Espagne            | 2  | 4      | 0      | 6     |
| 2     | Hongrie            | 2  | 1      | 3      | 6     |
| 3     | Afrique du Sud     | 1  | 0      | 0      | 1     |
| -     | Danemark           | 1  | 0      | 0      | 1     |
| 5     | République tchèque | 0  | 1      | 1      | 2     |
| 6     | France             | 0  | 0      | 1      | 1     |
| -     | Italie             | 0  | 0      | 1      | 1     |
| Total | Total              | 6  | 6      | 6      | 18    |